# Marchalina hellenica
Marchalina hellenica är en insektsart som först beskrevs av Gennadius 1883.  Marchalina hellenica ingår i släktet Marchalina och familjen pärlsköldlöss. Inga underarter finns listade i Catalogue of Life.